# Matthias Herdegen
Matthias Herdegen (* 2. März 1957 in Schwarzenbach am Wald) ist ein deutscher Jurist. Er ist Direktor des Instituts für Öffentliches Recht sowie Direktor am Institut für Völkerrecht, Mitglied des Zentrums für Europäisches Wirtschaftsrecht, Direktor am Internationalen Lateinamerika-Zentrum der Universität Bonn und Direktor am Center for International Security and Governance der Universität Bonn.

## Leben und Ausbildung
Sein Vater Gerhard Herdegen war Vorsitzender Richter am Bundesgerichtshof. Herdegen ging in Hof an der Saale, Bamberg und Karlsruhe zur Schule und gewann noch als Schüler einen Preis der Alfred Toepfer Stiftung F.V.S. für einen Text zum Thema La pensée française et l'héritage historique (Französisches Denken und geschichtliches Erbe).
Er studierte von 1976 bis 1981 Rechtswissenschaften an der Universität Heidelberg und der Universität Cambridge und schloss das Studium 1981 mit dem Ersten Staatsexamen ab. 1983 wurde er mit einer Dissertation zur Haftung der Europäischen Wirtschaftsgemeinschaft für fehlerhafte Rechtsetzungsakte in Heidelberg summa cum laude zum Dr. iur utr. promoviert und legte 1985 das Zweite juristische Staatsexamen ab. Im selben Jahr wurde er wissenschaftlicher Referent am Max-Planck-Institut für ausländisches öffentliches Recht und Völkerrecht, Heidelberg mit den Arbeitsgebieten Internationale Schiedsverfahren, Britisches und Französisches Recht.
Seit 1986 ist er Mitglied der CDU.
1989 habilitierte sich Herdegen in Heidelberg mit der Arbeit Gewissensfreiheit und Normativität des positiven Rechts, die aus Anlass des 40-jährigen Jubiläums des Grundgesetzes mit einem Sonderpreis für Staatsrecht des Bundesministeriums für Bildung und Wissenschaft geehrt wurde. Ihm wurde die Venia legendi für die Gebiete des deutschen und ausländischen Öffentlichen Rechts, Völkerrechts und Europarechts verliehen.
Im Oktober 2018 erklärte Herdegen, beim Bundesparteitag der CDU im Dezember 2018 gegen Angela Merkel für den Parteivorsitz zu kandidieren. Er sagte: „Ich glaube, die Partei sehnt sich mehrheitlich nach einer programmatischen Erneuerung. Aber es ist so wie bei vielen anderen großen Erschütterungen: Das was wir jetzt sehen, diese Warnzeichen in Kiel sind nur Vorboten größerer Verschiebungen, die entweder ihre Antwort finden innerhalb der CDU selbst, indem sie sich selbst inhaltlich erneuert und personell, oder indem sie zu dieser Erneuerung unter ganz schlechten Bedingungen vom Wähler gezwungen wird.“ Im November zog er die Bewerbung zurück und deutete zugleich seine Präferenz für den früheren Unionsfraktionschef Friedrich Merz als künftigen CDU-Chef an.
In zwei allgemeinpolitischen Büchern Der Kampf um die Weltordnung – eine strategische Betrachtung (2019) und Heile Welt in der Zeitenwende (2023) vertritt er eine konservative Gesellschaftsperspektive. Heile Welt in der Zeitenwende lässt sich „als Streitschrift lesen“, gegen richterlichen Aktivismus, der übergriffig der Politik als Legislative in den Arm fällt.

## Akademische Tätigkeit
Herdegen wurde 1990 Professor für Öffentliches Recht an der Universität Bonn und erhielt 1991 einen Ruf als ordentlicher Professor an die Universität Konstanz, sowie 1995 wieder nach Bonn, wo er seitdem Öffentliches Recht und Völkerrecht lehrt. Von 1999 bis 2004 war Herdegen Prorektor der Universität Bonn.
Er ist Honorarprofessor an der Päpstlichen Universität Xaveriana in Bogotá, Kolumbien.
Herdegen war Gastprofessor an der Universität Paris I Panthéon-Sorbonne und am Global Law School Programme der New York University sowie der Universidad Nacional Autónoma de México, der Universidad del Rosario, Bogotá, Kolumbien, der Universidad del Norte, Barranquilla, Kolumbien, der Päpstlichen Universität Comillas, Madrid, der Universität Tel Aviv, sowie Professor am Zentrum für Deutsches und Europarecht der Universität Warschau. Rufe nach St. Gallen und Basel schlug er aus. Er ist Ehrendoktor der Universität La Gran Colombia und der Päpstlichen Universität Xaveriana.
Herdegen hatte mehrere Schüler, darunter Thilo Rensmann und Tade Spranger.

## Tätigkeitsbereiche
Herdegen vertrat als Prozessbevollmächtigter mehrfach die Bundesrepublik Deutschland vor dem Europäischen Gerichtshof und die Bundesregierung vor dem Bundesverfassungsgericht. Des Weiteren war er Mitglied der Parlamentskommission für den Einsatz der Streitkräfte.
Seine Fachgebiete sind:
- Deutsches und ausländisches Staatsrecht
- Europarecht
- Deutsches und internationales Recht der Biotechnologie und Gentechnik
- Internationales Wirtschaftsrecht
- Völkerrecht (insbesondere Fragen der internationalen Sicherheit, Menschenrechte)[2]
- Rechtsfragen der Technikfolgenabschätzung, insbesondere zu Kernenergie.

Herdegen ist zusammen mit dem ehemaligen Bundespräsidenten und Präsidenten des Bundesverfassungsgerichts Roman Herzog geschäftsführender Herausgeber und Mitautor des als Standardwerk geltenden Kommentars zum Grundgesetz Dürig/Herzog/Scholz.
Er ist Mitherausgeber des 2021 in 1. Auflage erschienen Herdegen/Masing/Poscher/Gärditz Handbuch des Verfassungsrechts – Darstellung in transnationaler Perspektive.
Von September 2012 bis September 2015 gehörte Herdegen dem 6. Beirat der Bundesakademie für Sicherheitspolitik an.

## Kritik
Im Februar 2003 wurde Herdegens neue Kommentierung von Artikel 1 GG („Die Würde des Menschen ist unantastbar. Sie zu achten und schützen ist Verpflichtung aller staatlichen Gewalt“) kritisiert. Abweichend von der naturalistischen Auffassung will Herdegen in der Menschenwürde Kern- und Randbereiche ausmachen. Nur der Kernbereich sei keiner Abwägung zugänglich. Ernst-Wolfgang Böckenförde warf ihm vor, einen „Epochenbruch“ gegenüber der bisherigen Interpretation vollzogen zu haben, die von Günter Dürig stammt und als Objektformel bekannt ist. Bei Dürig sei die Menschenwürde „sittlicher Wert“, „vorpositives Fundament“, „naturrechtlicher Anker“ des Grundgesetzes und seines Menschenbildes. Herdegen degradiere sie zu einer „Verfassungsnorm auf gleicher Ebene“. An der umfangreichen Diskussion um den normativen Gehalt der Menschenwürde beteiligten sich nicht nur Juristen, sondern auch Philosophen und Moraltheologen.
In der Folge passte Herdegen seinen Kommentar 2005 an. Herdegen schreibt nun, dass sich der Menschenwürdeanspruch erst aus einer wertenden Gesamtbetrachtung ergebe. Ansonsten müsse der Schutz auf Verfolgungen aus rassisch-ethnischen Gründen begrenzt werden – „oder aber das strikte Verbot jedes würderelevanten Eingriffs erstickt die Handlungsfähigkeit staatlicher Organe“. Neue Ausführungen macht er darin insbesondere zur so genannten „Rettungsfolter“, für die er „keine befriedigende Lösung“ sieht. Andererseits ließe „eine Relativierung des Folterverbots […] von einem völlig abwägungsfreien ‚Würdekern‘ wenig übrig“. Notfalls müsse der Schutz hochrangiger Rechtsgüter bei den Rechtsfolgen berücksichtigt werden.
Das Bundesverfassungsgericht hatte sich gleichwohl dieser Ansicht in seiner Entscheidung zur Verfassungsmäßigkeit des umstrittenen Luftsicherheitsgesetzes nicht angeschlossen und folgt im Ergebnis Dürigs Auffassung, dass die Menschenwürde jedenfalls eine Degradierung des Menschen zum Objekt nicht erlaube. Das sei aber gegeben, wenn die Menschen im Falle der Flugzeugattacke zu Rechengrößen werden und der Abschuss des Flugzeuges von Saldos abhinge. Herdegen überarbeitete seinen Text im März 2006 erneut und stellt zum Urteil des BVerfG fest: „Dieses plakative Verdikt liefert nur eine karge Begründung für die Verletzung des personalen Achtungsanspruchs und bedarf vor einer Verallgemeinerung der Nuancierung.“

## Ehrungen
Matthias Herdegen ist Inhaber mehrerer hoher Auszeichnungen:
- 1998 Orden “Andrés Bello” mit Stern und Schulterband (Venezuela)
- 2002 Orden Kommandeur des kolumbianischen Verdienstordens[19]
- 2021 Verdienstkreuz 1. Klasse des Verdienstordens der Bundesrepublik Deutschland[20]

## Werke (Auswahl)
- Die Haftung der Europäischen Wirtschaftsgemeinschaft für fehlerhafte Rechtsetzungsakte, Duncker & Humblot, Berlin/München 1983 (Schriften zum Internationalen Recht, Bd. 29; zugleich Diss. iur. Heidelberg)
- Gewissensfreiheit und Normativität des positiven Rechts, Springer, Berlin/Heidelberg 1989 (Beiträge zum ausländischen öffentlichen Recht und Völkerrecht, Bd. 99)
- Europarecht, C.H. Beck, München (Erstauflage 1997), 22. Aufl. 2020
  - polnische Ausgabe: Prawo europejskie, Warschau, 2. Aufl. 2006;
  - ungarische Ausgabe: Európa JEG, 2005
- Völkerrecht, C.H. Beck, München (Erstauflage 2000), 20. Aufl. 2021
  - spanische Ausgabe: Universidad Autónoma de México, 2005
- Bankenaufsicht im Europäischen Verbund/Banking Supervision within the European Union, de Gruyter, Berlin 2010 (Schriften zum Europäischen und Internationalen Privat-, Bank- und Wirtschaftsrecht, Bd. 37)
- Internationales Wirtschaftsrecht, 1. Aufl. 1993, 12. Aufl. 2020
- mit Dirk Cupei, Dominik Müller-Feyen, Rolf Sethe: Einlagensicherung – Kommentar zu EinSiG, EntschFinVO, AnlEntG und weiteren Vorschriften. Schäffer-Poeschel 2023, ISBN 978-3-7910-4125-4
- Der Kampf um die Weltordnung: Eine strategische Betrachtung. Beck 2018, ISBN 978-3-406-73288-1.[21]
- Heile Welt in der Zeitenwende: Idealismus und Realismus in Recht und Politik, C.H. Beck, München, 2023, ISBN 978-3-406-79649-4